# Drag Race Holland
Drag Race Holland nizozemska je verzija američke reality emisije RuPaul's Drag Race. U emisiji se odabrane drag kraljice natječu za titulu pobjednice te za novčane i druge nagrade.
Drag Race Holland peta je po redu međunarodna emisija u sklopu serijala Drag Race te ukupno druga europska adaptacija RuPaulove emisije nakon britanske verzije.
Emisija je iznijedrila dvije sezone, a prikazivala se na Videolandu u Nizozemskoj te na usluzi WOW Presents Plus u Hrvatskoj i ostatku svijeta.

## Format
Emisiju vodi i panelom sudaca predsjeda Fred van Leer. Uz van Leera, Nikkie Plessen također je bila glavna sutkinja u prvoj sezoni, a u drugoj ju je sezoni zamijenila Marieke Samallo. 

## Pregled emisije
| Sezona | Sezona | Epizode | Epizode | Originalno emitiranje | Originalno emitiranje | Broj natjecatelja | Pobjednica          | Pratilja       | Miss Congeniality |
| Sezona | Sezona | Epizode | Epizode | Premijera             | Finale                | Broj natjecatelja | Pobjednica          | Pratilja       | Miss Congeniality |
| ------ | ------ | ------- | ------- | --------------------- | --------------------- | ----------------- | ------------------- | -------------- | ----------------- |
|        | 1.     | 8       | 8       | 18. rujna 2020.       | 6. studenoga 2020.    | 10                | Envy Peru           | Janey Jacké    | Ma’Ma Queen       |
|        | 2.     | 8       | 8       | 6. kolovoza 2021.     | 24. rujna 2021.       | 10                | Vanessa Van Cartier | My Little Puny | Tabitha           |

## Vanjske poveznice
- Službena stranica na usluzi WOW Presents Plus
- Službena stranica na Instagramu